# Río Guayas
El río Guayas nace frente a la ciudad de Guayaquil, puerto principal de Ecuador ubicado en la orilla derecha del río, por la confluencia de los ríos Daule y Babahoyo. Su desembocadura forma un estuario, la zona este de la provincia y, que junto con el Estero Salado, al oeste, forman un golfo, llamado golfo de Guayaquil en el océano Pacífico. Alrededor de su cuenca se desarrolló la cultura montuvia.

## Geografía física

### Origen

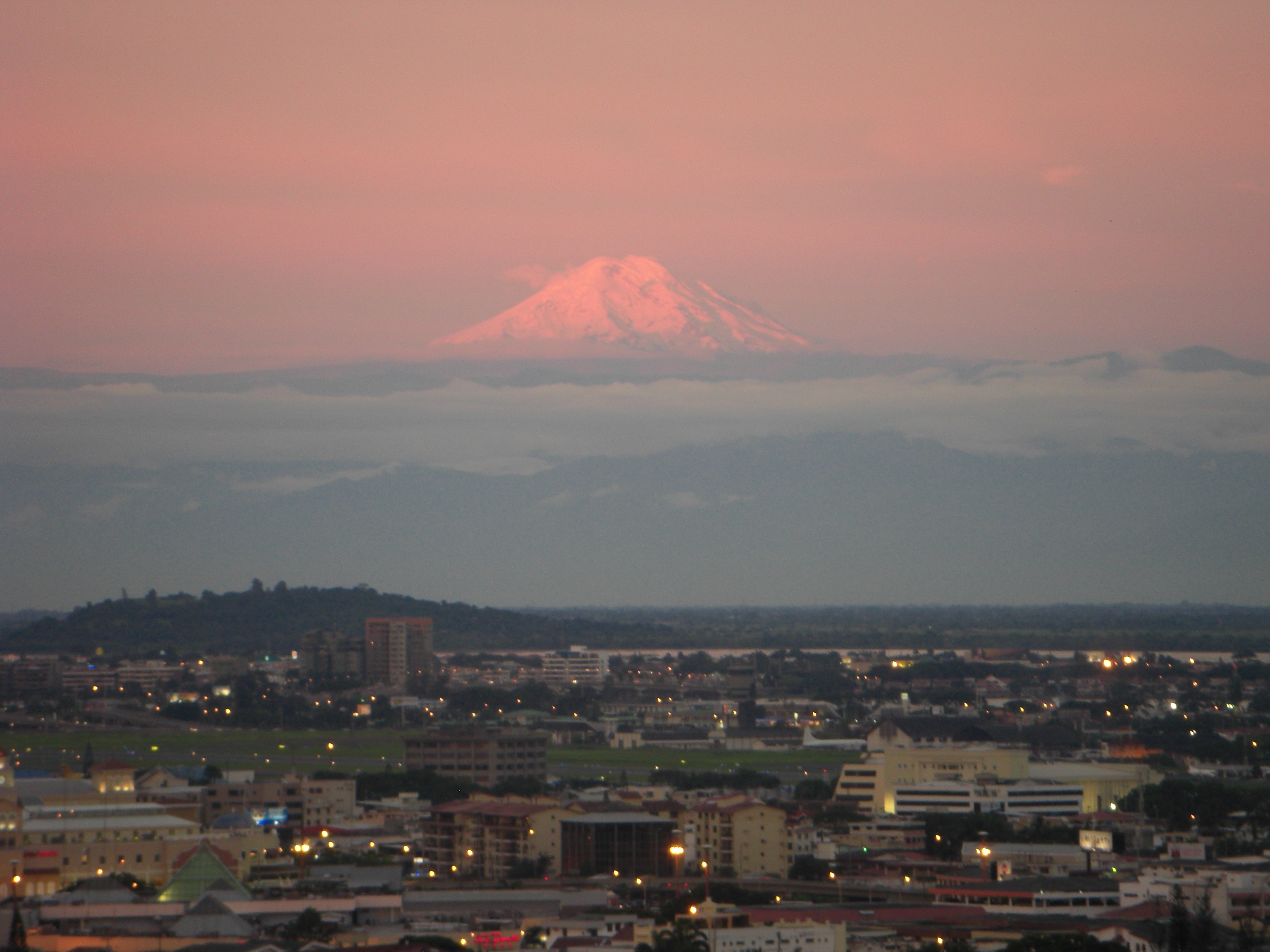
El volcán Chimborazo visto desde Guayaquil

El Río Guayas nace en el volcán Chimborazo, el radio máximo de la tierra, de las vertientes del río Chimbo que desemboca en el río Babahoyo y este al unirse con el río Daule crean el Río Guayas. Esto ha hecho que tradicionalmente se relacione a este río con el Chimborazo, nevado que en días despejados puede ser observado desde la ciudad de Guayaquil. Este paisaje fue contemplado desde tiempos pasados y era destacado por sus pobladores con frecuencia, representándolo en pinturas y llegando a formar parte principal del Escudo de Ecuador. Este país tiene dos grandes ríos en la costa, el río Esmeraldas que nace de la hoya del Río Guayllabamba que se encuentra en la línea Ecuatorial donde se emplaza la ciudad de Quito, y el río Guayas que nace en las faldas del Chimborazo, el punto más lejano del centro de la tierra y desemboca en el Golfo de Guayaquil. Ambos accidentes geográficos forman parte importante de la identidad Ecuatoriana y de las dos ciudades principales de este país.  

### Cuenca del río Guayas

La Cuenca del Río Guayas desemboca en las provincias de Santa Elena, Guayas, Manabí, Santo Domingo, Los Ríos, Cotopaxi, Tungurahua, Chimborazo, Bolívar y Cañar.

Esta cuenca tiene una extensión de 53 299 km² y es una de las más grandes riquezas potenciales con que cuenta Ecuador. Se trata de la mayor cuenca hidrográfica de la costa del Pacífico de América del Sur. Dependiendo de las mareas en su desembocadura se puede observar el efecto de los flujos de agua fluyendo hacia el golfo de Guayaquil y por ende al océano Pacífico o por el contrario aguas saladas ingresando más allá del Golfo y penetrando en el continente. Este efecto es fácilmente observable desde la población de Durán o desde el malecón de la ciudad de Guayaquil. 
Su desembocadura forma un estuario hacia la zona este de la provincia y, que junto con el Estero Salado, al oeste, forman un golfo, llamado golfo de Guayaquil en el océano Pacífico. Los ríos que forman el sistema hidrográfico del Guayas corren de norte a sur, hasta confundirse en el lecho de esa arteria fluvial ecuatoriana que desemboca frente a la isla Puná.
Con sus 34.500 km2, y ubicada en el corazón geográfico del Ecuador, la cuenca del río Guayas -integrada por los ríos Pagua, Balao, Naranjal, Chongón, Boliche, Taura, Yaguachi, Puebloviejo, Zapotal (Caracol), Balzar, Quevedo, Vinces, Daule y Babahoyo- es la mayor cuenca fluvial de la costa del Pacífico -en la América del Sur-, y riega extensas y ricas zonas de suelos fértiles de aluvión.

### Afluentes del Guayas

Río Guayas, 1867

Los mayores afluentes del Guayas son los ríos Daule y Babahoyo, al que afluyen el Vinces, Puebloviejo, Zapotal y Yaguachi, formando la red fluvial más densa de la costa y la más útil para la navegación. Sobre los ríos Daule y Babahoyo se tiende el puente de la unidad nacional ya que el primer río desemboca en la costa mientras que el segundo en la región sierra por lo que simboliza la unión de las dos regiones de ese país. En la actualidad existen cuatro puentes que atraviesan el río Guayas y se planifica la creación de un quinto puente en el corto plazo para descongestionar el tráfico que se genera al momento de atravesar el río. 

### Desembocadura en el Golfo
El río desemboca en un golfo que toma el nombre de la principal ciudad que ahí se encuentra. Geográficamente es considerada como la entrante de agua más grande del océano Pacífico en Suramérica. Sus salientes extremas se fijan en la Puntilla de Santa Elena en Ecuador y Cabo Blanco en Perú, cubriendo una extensión de más de 13.701km2. Su profundidad puede variar desde los 65 metros hacia el sudoeste de la Isla Santa Clara, 95 metros hacia el noroeste de la misma, 14 y 3 metros frente a Guayaquil o incluso 183 metros de profundidad. Las orillas son bajas y generalmente pantanosas. En el Golfo de Guayaquil se encuentran varias islas y algunos islotes, entre las principales, repartidas entre los países de Ecuador y Perú se encuentran: 
- Isla Santay
- Isla Puná
- Isla Mondragón
- Isla Trinitaria
- Isla Escalante
- Isla Chupadores Grande
- Isla Chupadores Chico
- Isla Verde
- Isla Esperanza
- Isla Correa
- Isla Matapalo
- Isla Roncal
- Archipiélago de Jambelí
- Canal de Jambelí
- Canal del Morro

### Navegabilidad
El río es navegable desde su desembocadura en el Golfo de Guayaquil hasta sus ríos en la cuenca, dependiendo de su profundidad que va disminuyendo a medida que se va al interior del continente. Por esta razón ha surgido la necesidad del dragado del río con el fin de lograr la profundización en el Canal Marítimo. Esto se llevó a cabo el 19 de noviembre de 2019 y continúa hasta la actualidad. A través de ello se logra aumentar la profundidad del río de 9.6 metros a 12.5, en los 91,35 kilómetros del canal marítimo. Los sedimentos extraídos se depositan en la isla Puná. El objetivo principal es lograr el fortalecimiento de las exportaciones por el puerto principal de Ecuador que corresponden aproximadamente al 85% de los productos no petroleros (las exportaciones petroleras salen por Esmeraldas en el norte).

### Cultura montuvia

Rodeo montuvio

El pueblo montuvio habita principalmente la cuenca del Río Guayas y la provincia de Manabí. Es un grupo cultural de la costa de Ecuador, compuesto por campesinos mestizos que, según el censo de 2022, representan el 7,7 % de la población nacional. Se definen por su profunda conexión con la agricultura y la vaquería, diferenciándose de la cultura mestiza general por sus propias tradiciones y saberes. Su vestimenta característica incluye un sombrero alado, una camisa ligera, pantalones de tela, botas y un machete, herramientas esenciales para su estilo de vida en la zona rural. La cultura montuvia se distingue por su riqueza artística, reflejada en su música, literatura montuvia, danzas como el galope montuvio y la gastronomía. Los montuvios son conocidos por el amorfino, un género musical y poético basado en coplas improvisadas que se intercambian en contrapuntos. Este género se considera un precursor del pasillo ecuatoriano, ya que la migración del campo a la ciudad transformó estas expresiones rurales en poemas musicalizados. En la literatura, el Grupo de Guayaquil, con autores como José de la Cuadra y Demetrio Aguilera Malta, retrataron la identidad montuvia, simbolizándola a través del árbol de matapalo como representación de su arraigo y fortaleza. Sus viviendas tradicionales, construidas con caña guadua, se adaptan al entorno tropical, tanto en el monte como en las casas flotantes del río Babahoyo.

## Resumen histórico

### Poblaciones prehispánicas y fundación

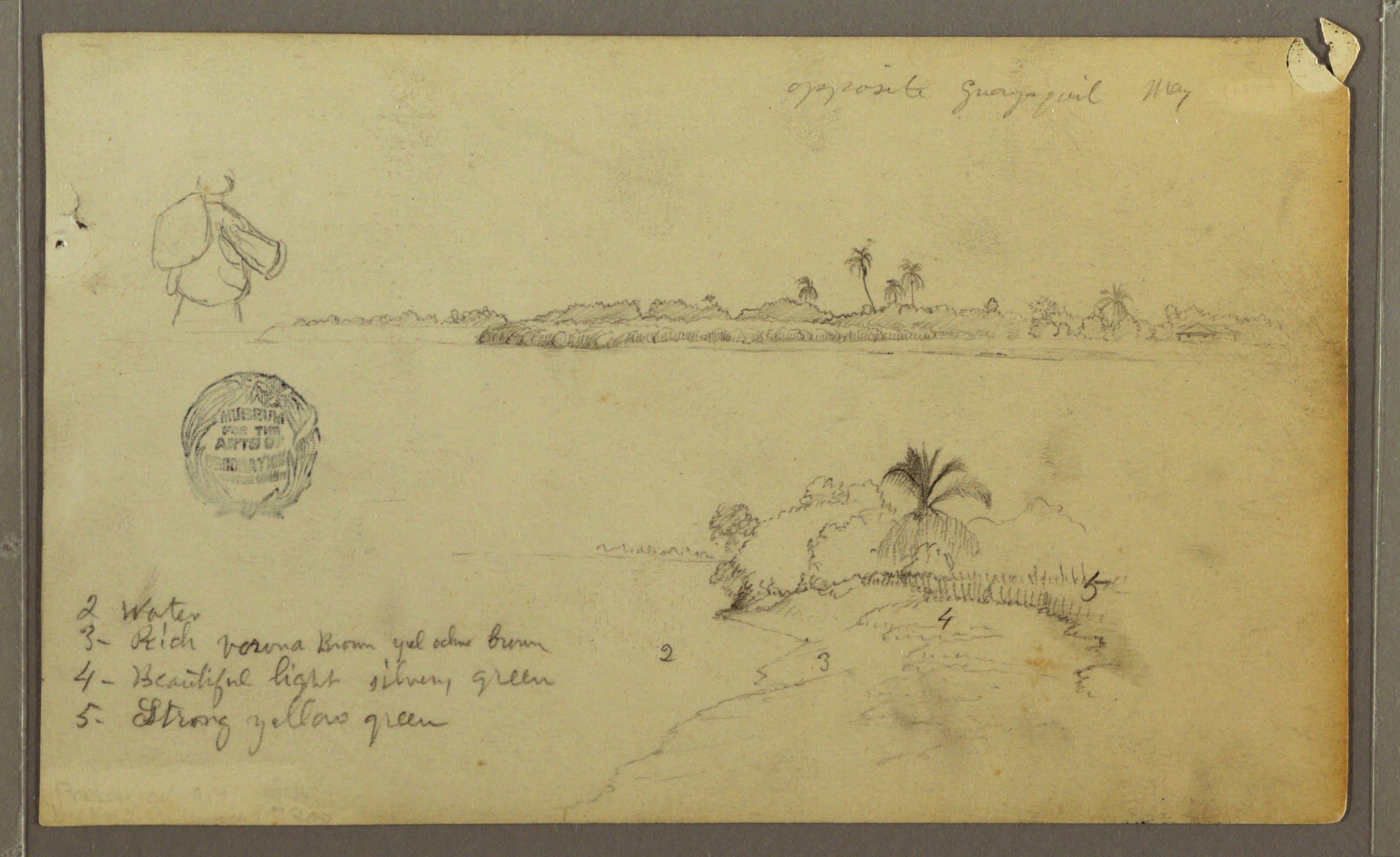
Dibujo de la margen oriental del río Guayas, frente a Guayaquil, Ecuador, mayo de 1857.

Estuvo poblado por varios señoríos étnicos dentro de los cuales destacan los huancavilca (también escrita como guancavilca, refiriéndose a la ciudad que después tomaría su nombre) y los chonos (cultura Milagro-Quevedo). Fue un lugar de mucha importancia para el comercio prehispánico con Centroamérica especialmente a través del cultivo del cacao, el intercambio con la concha spondylus y el uso de la balsa manteña. 
Posteriormente durante la conquista se fundaría la ciudad de Guayaquil a través de un largo proceso de varios intentos debido entre otras cosas a la oposición de la tribu de los chonos. Específicamente fue a la primera fundación por Sebastián de Benalcázar en 1534, quien desde Paita llegó con varios expedicionarios y fundó una localidad al este del río Guayas, sin embargo el asentamiento sería destruido. Serían varios años después, posteriormente a la guerra civil entre Pizarro y Almagro, que la ciudad fue trasladada a su actual localización el 25 de julio de 1547 bajo el título de Muy noble y Muy leal Ciudad de Santiago de Guayaquil, a las orillas del río. Con el tiempo, durante la colonia pasaría a ser parte de la llamada provincia de Guayaquil, a la par que se irían fundando las principales ciudades que se encuentran desde su cuenca hasta su desembocadura en el Golfo a medida que la importancia económica del puerto fluvial iba aumentando.   

Cerro Cacharí en la cuenca del Río Guayas

Respecto a la ciencia, uno de los habitantes destacados fue Pedro Franco Dávila quien durante sus primeros años se dedicaría al negocio cacaotero y posteriormente iría a Europa donde haría una colección de plantas que donaría para la creación del Real Gabinete de Historia Natural. Además también el río Guayas fue objeto de estudio científico como parte de la expedición botánica al Virreinato del Perú durante los últimos años del siglo XVIII.  Sería Juan José Tafalla Navascués quien estudiaría la flora alrededor del río y su cuenca, publicando sus resultados bajo el nombre de Flora Huayaquilensis.    
Además durante la Audiencia, se desarrolló alrededor del río los astilleros con los que se construían barcos que aprovechaban de la madera que se encuentra en la cuenca de ese río y que además de su peso conveniente se caracterizaba por tener una alta duración. Esto se basó en la construcción de balsas que se llevaba a cabo desde el periodo prehispánico en esa región a partir de sus relaciones comerciales con Centroamérica.

### Independencia y república

Escudo del Ecuador con el Río Guayas

Durante la historia republicana el río Guayas fue un sitio estratégico que estuvo en disputa. Fue anexado al Virreinato del Perú durante la primera década del siglo XIX lo que después causó conflictos bélicos. Además en el río fue donde empezaron las campañas de independencia, después del proceso revolucionario de Quito y la creación de las primeras juntas. Con la Independencia de Guayaquil se liberaría una ingente cantidad de militares que ayudaron a la independencia de las ciudades de los Andes de Ecuador. Fue también el lugar donde se llevó a cabo la entrevista de Guayaquil y posteriormente estuvo en el margen de la Gran Colombia y buscó mantenerse independiente hasta que el territorio fue militarizado por Bolívar. Después del nacimiento de Ecuador, fue alrededor de la Isla Puná donde se llevaron a cabo la rebelión de los Chihuahuas encabezado por Rocafuerte para terminar con la presidencia de Flores. Se desembocaría finalmente la revolución de marzo que terminaría con el periodo histórico conocido como la dominación floreana. A partir de esto se instauraría el escudo nacional que tiene en su corazón al río guayas e inicialmente contaba con los colores de la bandera de Guayaquil hasta que fueron cambiados finalmente por Eloy Alfaro a partir de la revolución liberal. También fue importante durante la guerra civil ecuatoriana donde ese país se vio partido en cuatro y se buscaba declarar la independencia de los territorios del sur, entre ellos Guayaquil a través del control del río guayas. El principal historiador del río y su principal ciudad es Julio Estrada Icaza quien crearía el archivo histórico del Guayas y sería el autor de la Guía Histórica de Guayaquil.   

## Economía del río

### La agricultura en la cuenca del Guayas

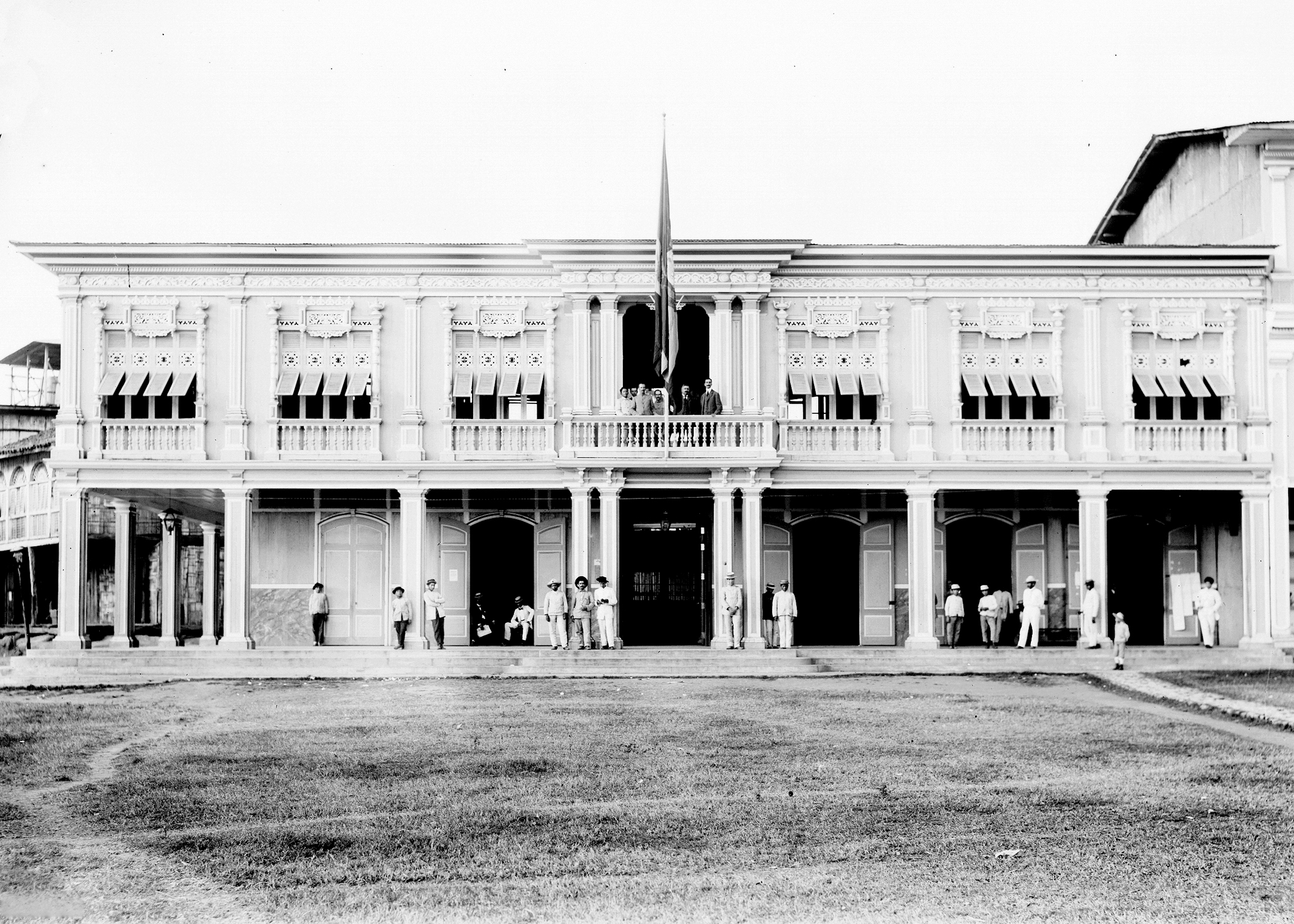
Casa municipal de Vinces, 1909.

La cuenca del Guayas no abarca solamente los límites político-administrativos de la provincia del Guayas sino una zona mucho más amplia. Su proyección económica favorece a nueve provincias, especialmente a Guayas, Manabí, Santo Domingo y Los Ríos.
La planicie del Guayas está dotada de fértiles suelos aluviales y por esta razón la agricultura es la actividad que se beneficia en forma prioritaria del desarrollo de la cuenca del río Guayas, además de la explotación forestal. 
Los principales cultivos de la planicie meridional son: caña de azúcar, banano, cacao, algodón y arroz, cítricos y frutas. En la porción septentrional de la cuenca del Guayas se halla una zona de bosques que ocupan un área de 6000 km², donde se explota comercialmente la madera de balsa, de la que Ecuador es el principal productor a nivel mundial.
El producto tradicional de exportación que se cultivaba en la cuenca del río fue el cacao. Durante la Audiencia, a través del puerto se exportaba este producto principalmente a Nueva España, siendo sus principales competidores Guatemala y Venezuela, este último por el cacao que se exportaba desde Maracaibo primero y Caracas después. En términos comparativos, el cacao de la cuenca de Guayas, conocido como cacao "arriba" ya que se encontraba en la parte de arriba del río (es decir la cuenca) era mucho más económico que el de sus competidores de Guatemala y Venezuela. Esto se debía principalmente a las facilidades que daba el río para el transporte hacia el océano Pacífico con dirección al istmo de Panamá. A lo largo de todo el periodo virreinal hubo muchos cambios en la regulación comercial que afectaron las relaciones comerciales dentro del imperio español, pero la ruta Lima-Guayaquil-Panamá permaneció importante durante este periodo.

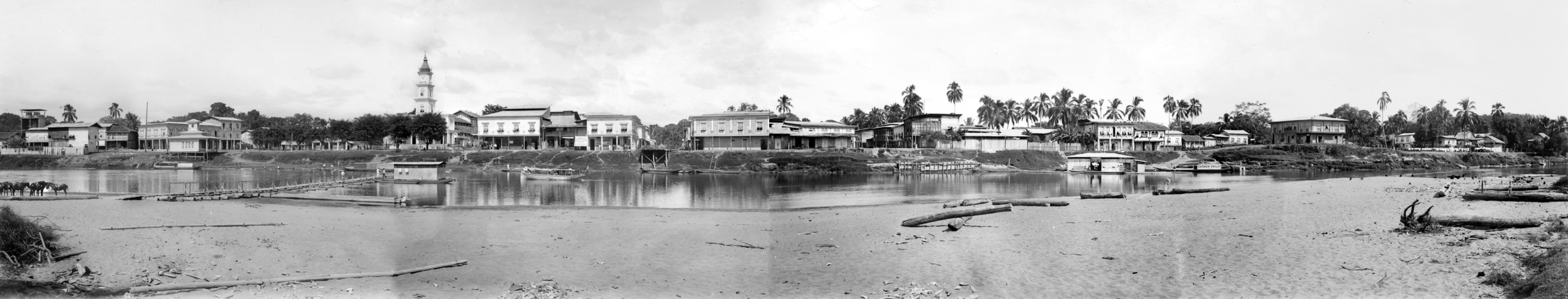
Vista panorámica de Vinces, Los Ríos (en la cuenca de río Guayas), Ecuador, 1910.

### El comercio y la banca en el río

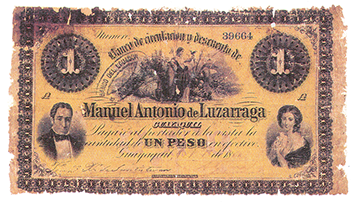
Billete de 1 peso, emitido por Manuel Antonio de Luzárraga

Alrededor del río se encuentran las ciudades de Guayaquil y Durán donde se concentra gran parte de la actividad económica de Ecuador en lo que a comercio e industria se refiere. Durante la historia republicana se vivieron varios auges económicos que giraban alrededor del cacao a finales del siglo XIX y del banano en la mitad del siguiente.  
Además, esto produjo la creación de bancos alrededor del descuento de letras comerciales para financiar la producción y hacer frente la estacionalidad agrícola y comercial. El primer banco fue fundado por Manuel Antonio de Luzárraga durante los primeros años de la independencia. Posteriormente se fundarían el Banco Comercial y Agrícola, así como el Banco del Ecuador, todos giraban alrededor de la economía comercial vinculada a la exportación de cacao. Adicionalmente, en el siglo XX destacó también el Banco de Descuento y el Banco la Previsora, vinculado al destacado economista y ministro de finanzas Víctor Emilio Estrada. Alrededor de los cambios en la economía del río se han dado también algunas crisis económicas de Ecuador. Las más destacadas fueron la crisis durante la segunda década del siglo XX cuando se terminaría el auge cacaotero y se pararía el comercio internacional a partir de las guerras mundiales, esto terminaría con las reformas de Isidro Ayora y la creacíon del Banco Central del Ecuador. Por otro lado, la segunda sucedió al final del siglo y es conocida como la crisis económica de 1998-1999, que terminaría con una reforma al patrón monetario de ese país para adaptar el dólar estadounidense.

### El turismo y la energía en el golfo

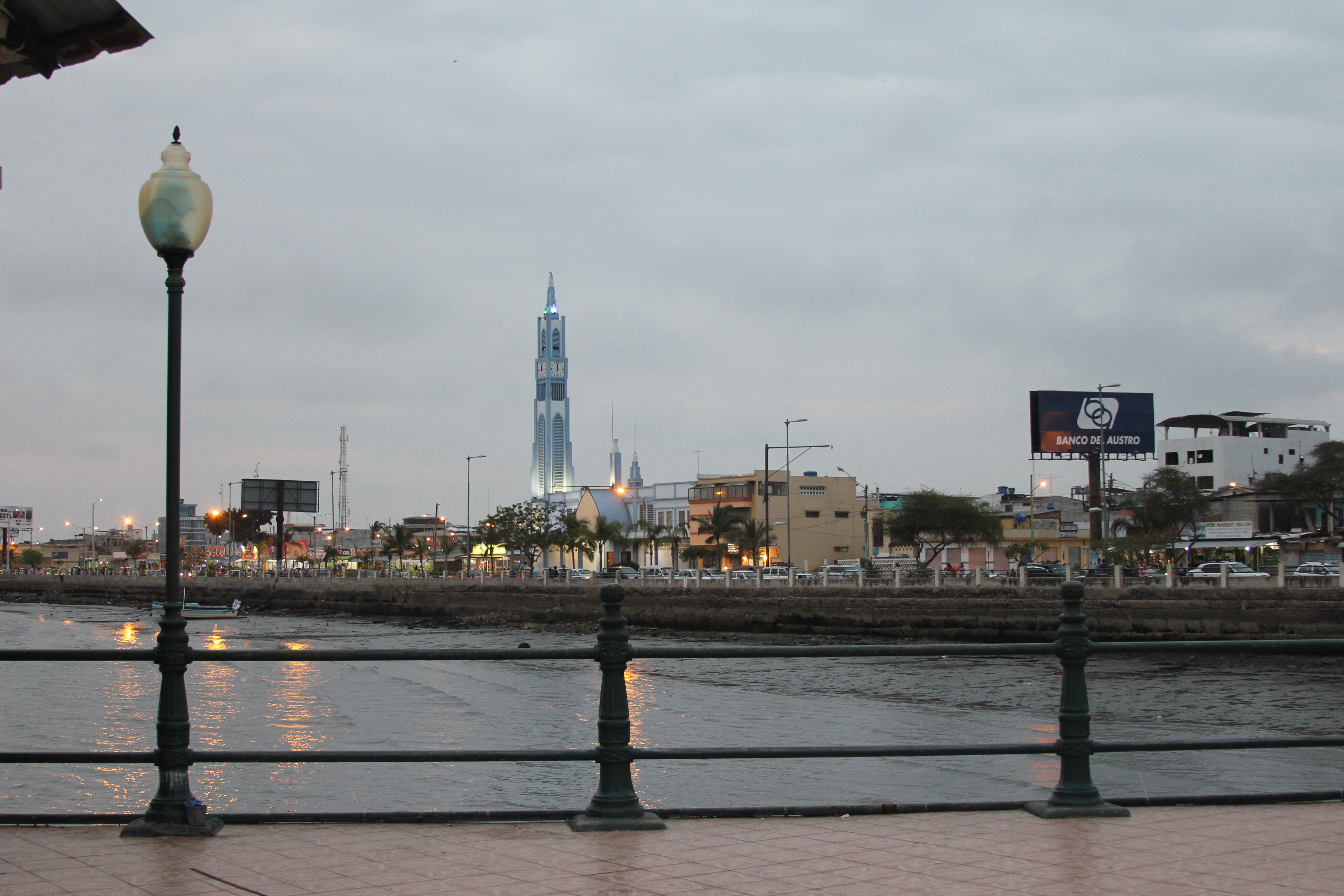
Puerto Bolívar

Además es importante la producción de camarones en las costas, cerca de la ciudad de Machala, así como alrededor de sus esteros. Esto se ha venido desarrollando por tres décadas desde los noventa. Además en las costas del golfo existen grandes plantaciones de banano, además de las existentes en la cuenca del río. Además ahí se encuentran yacimientos de gas natural que son explotados principalmente alrededor del Campo Amistad. En la actualidad se están llevando a cabo mayores exploraciones que buscan nuevos yacimientos de gas para su futura explotación. Además es importante destacar que en la parroquia de Ancón también se extrae petróleo pero en menores cantidades comparado con los campos petroleros que se encuentran en la Amazonía de Ecuador. Por otro lado, en el ámbito turístico en las costas del golfo se encuentran varias playas, entre ellas la más destacada es Salinas que se encuentra al extremo norte del mismo y es la principal playa de turismo interno de la ciudad de Guayaquil, aunque también destacan, General Villamil, Ancón y Engabao.  

### Puertos principales

Posorja

A lo largo del río existen varios puertos alrededor de los cuales funcionan ciudades ya sea de manera directa o en sus proximidades como el caso de Machala en Ecuador y Tumbes en Perú. En la actualidad Ecuador invirtió en la construcción de un puerto de aguas profundas en la parroquia de Posorja, que se encuentra más cerca del mar que el tradicional puerto de Guayaquil por lo que no necesita del constante dragado para poder recibir barcos de mayor magnitud que por logística llegan a otros puertos de Ecuador, especialmente el de Manta. A partir de esto se busca aumentar la cantidad de exportaciones que saldrían desde puertos que se encuentran más cerca al mar como también es el caso de Puerto Bolívar por donde se exporta una proporción importante del banano que se produce en ese país en las proximidades de la ciudad de Machala.
- Guayaquil
- Durán
- Machala, puerto Bolívar
- Posorja
- Tumbes, puerto Pizarro

## Medio ambiente

### Conservación y recuperación

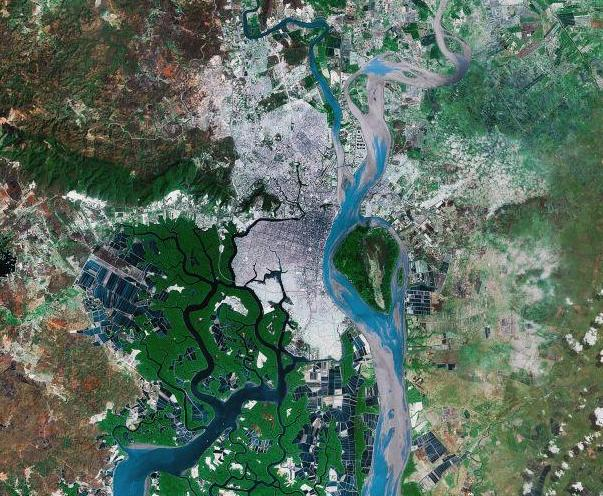
Guayaquil, imagen satelital.

Las principales amenazas medioambientales son la contaminación del río y el estero a partir de los asentamientos poblacionales en ciudades como Guayaquil y Durán, así como la deforestación de los manglares que se realizan para la comercialización de su madera y la liberación de tierra altamente cotizada para el desarrollo agropecuario, vinculado al comercio internacional. Para ello se creó el PAN-Manglares también conocido como el Plan de Acción Nacional para la Conservación de los Manglares del Ecuador Continental que fue presentado en el año 2019. También se han empezado proyectos para la limpieza del estero, especialmente encabezados por el Ministerio de Ambiente de Ecuador que se enfocan en las zonas más afectadas que se encuentran al sur de la ciudad. También existen iniciativas desde la sociedad civil como lo es la Fundación La Iguana, que persigue fines de conservación similares. La concientización sobre la conservación tiene larga data y encuentra en la novela Don Goyo de Demetrio Aguilera Malta una de sus primeras expresiones. Fue escrita en 1933 y se desarrolla alrededor del Cerrito de los Moreños, en el Golfo de Guayaquil. Es considerada como una de las primeras novelas que busca el cuidado medioambiental en ese país.

### Flora y fauna

Abras de Mantequilla

Alrededor de la zona se encuentran las siguientes especies de plantas y animales:
- Flora: Mangle Negro (Avicennia germinans), Mangle Rojo (Rhizophora mangle), Mangle Blanco (Laguncularia racemosa) y lechuguinos.

- Fauna: Garzas (Ardea herodias), Patos maría (Dendrocygna bicolor), Patos cuervo (Pholacrocrox), Golondrinas (Atticora fasciate), Negro Fino (Molothrus bonariensis), Murciélago pescador (Noctilio leporinus), Cangrejos (Ucides Occidentales), Bagres (Galeichthys felis), Corvinas de río, Camarones (Penaeus yanameii), iguanas (iguanidae).

Ejemplos de flora y fauna del río Guayas

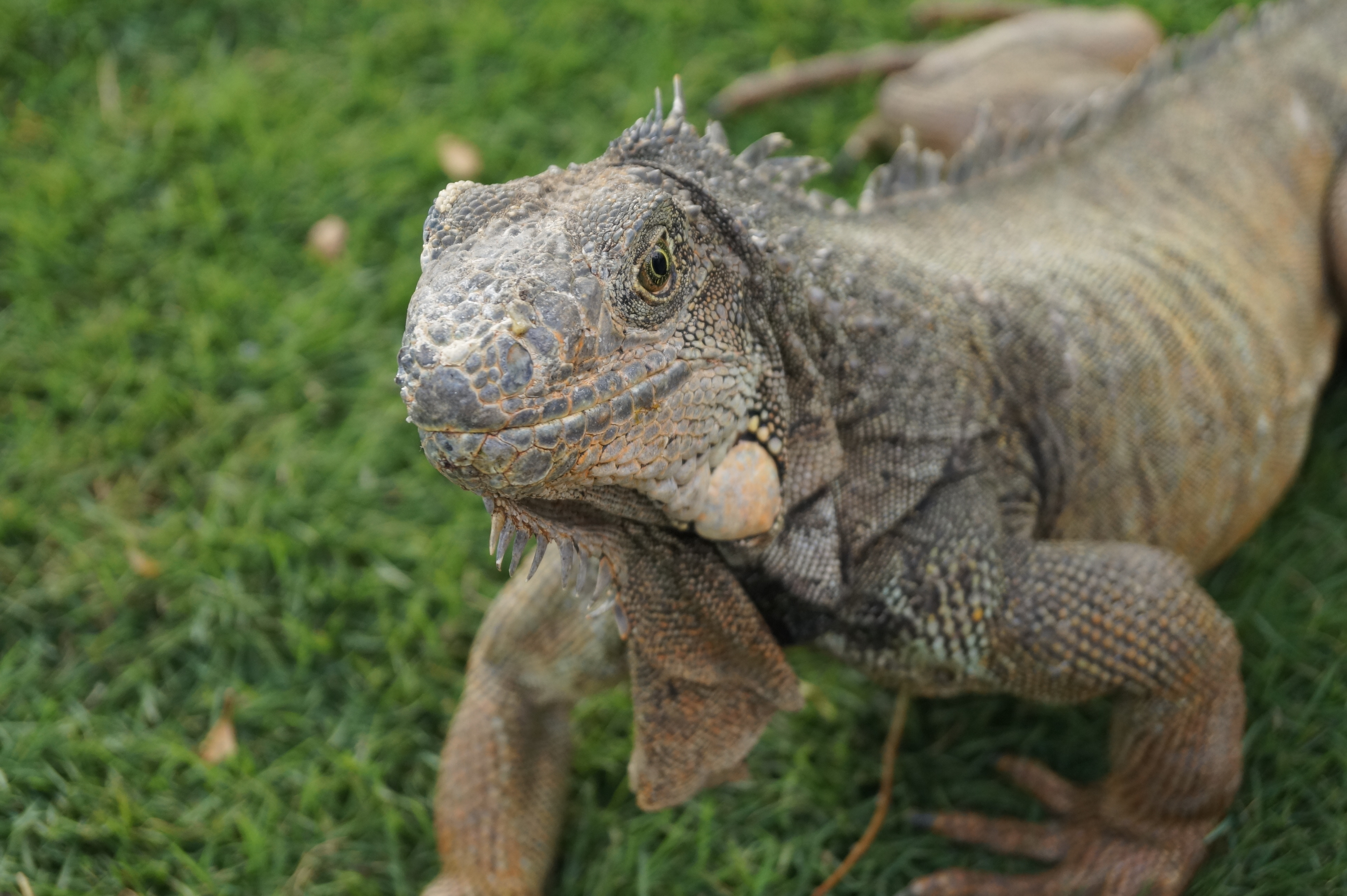
Iguanas
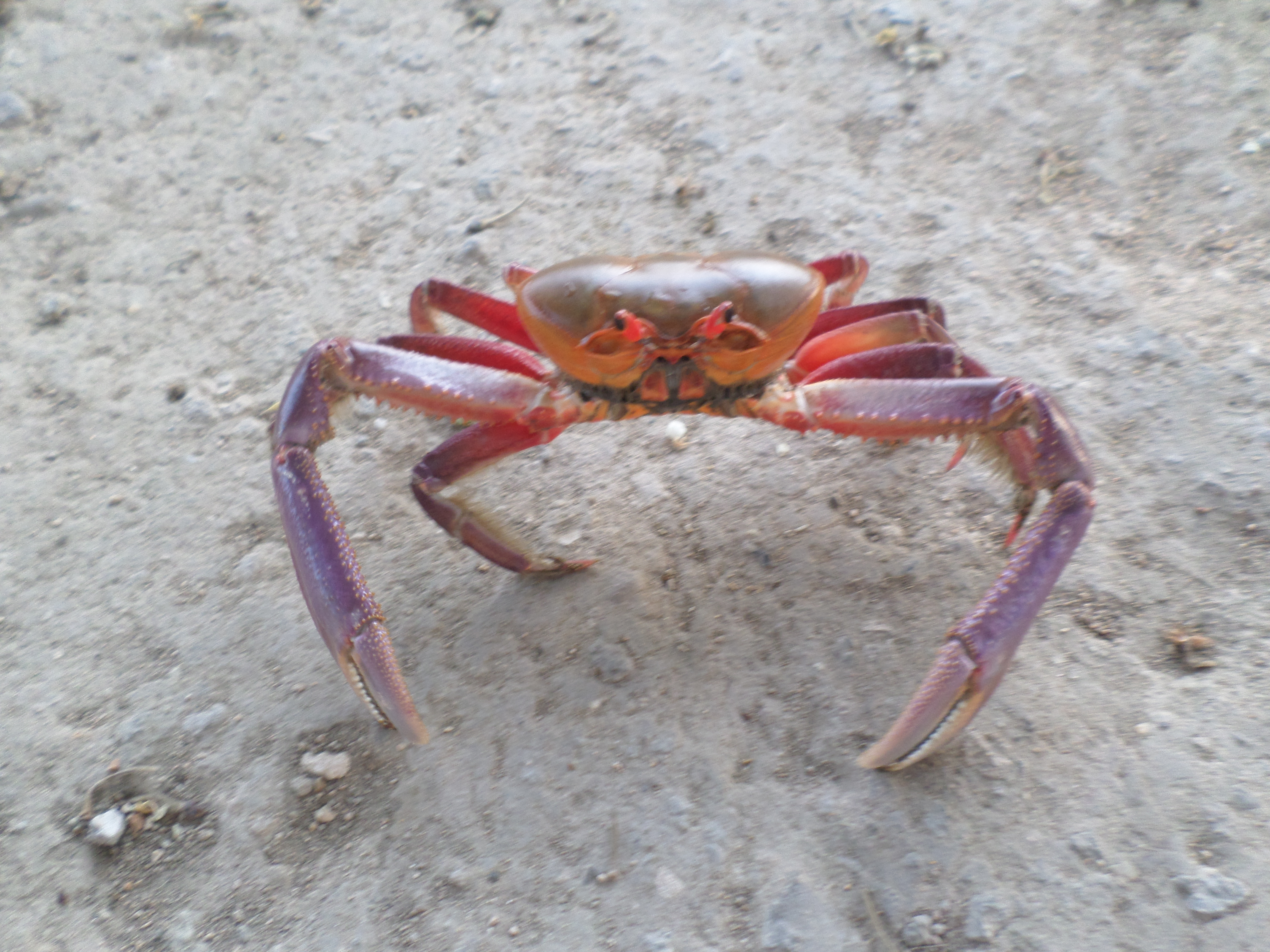
Cangrejo rojo
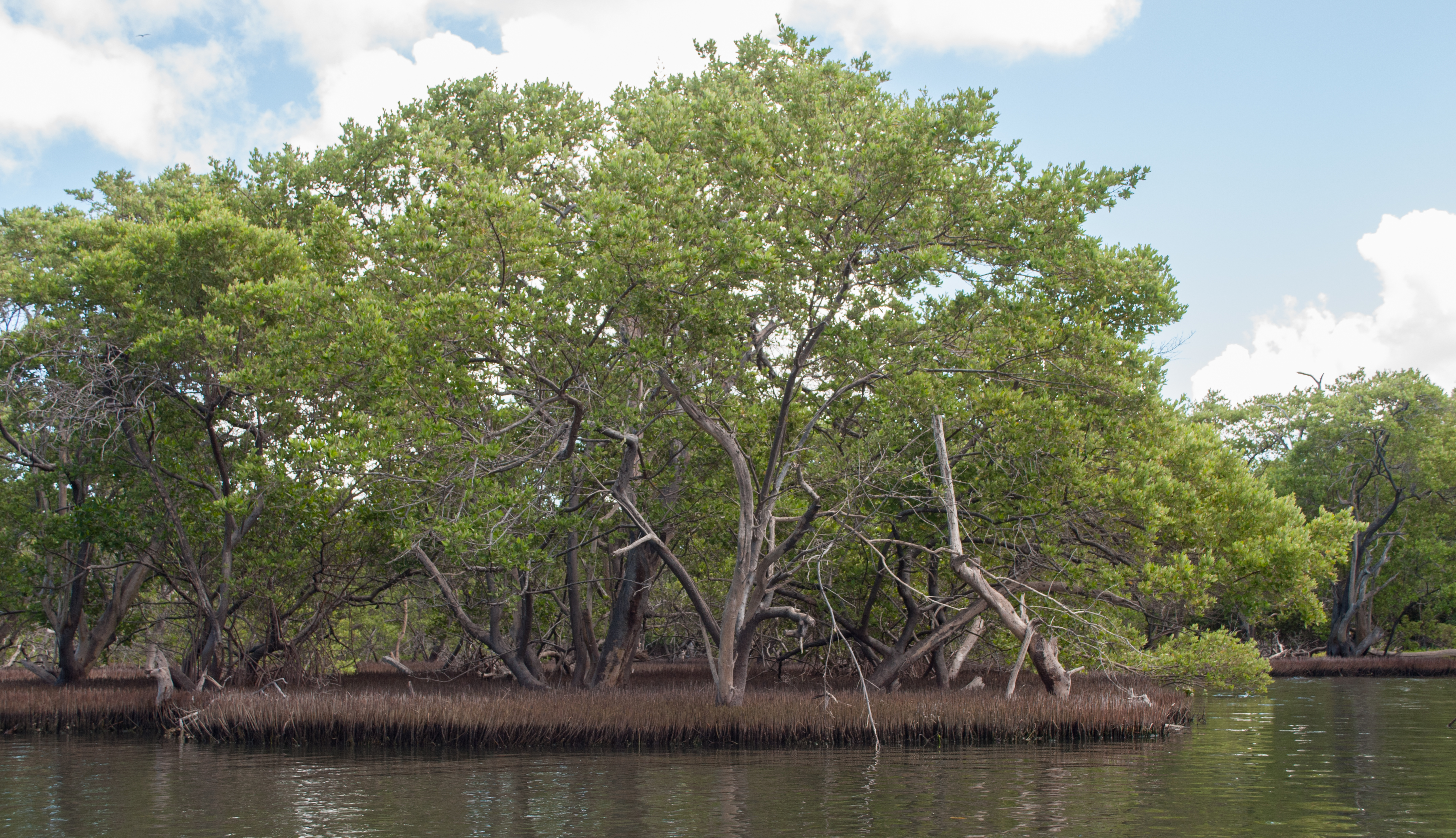
Manglar
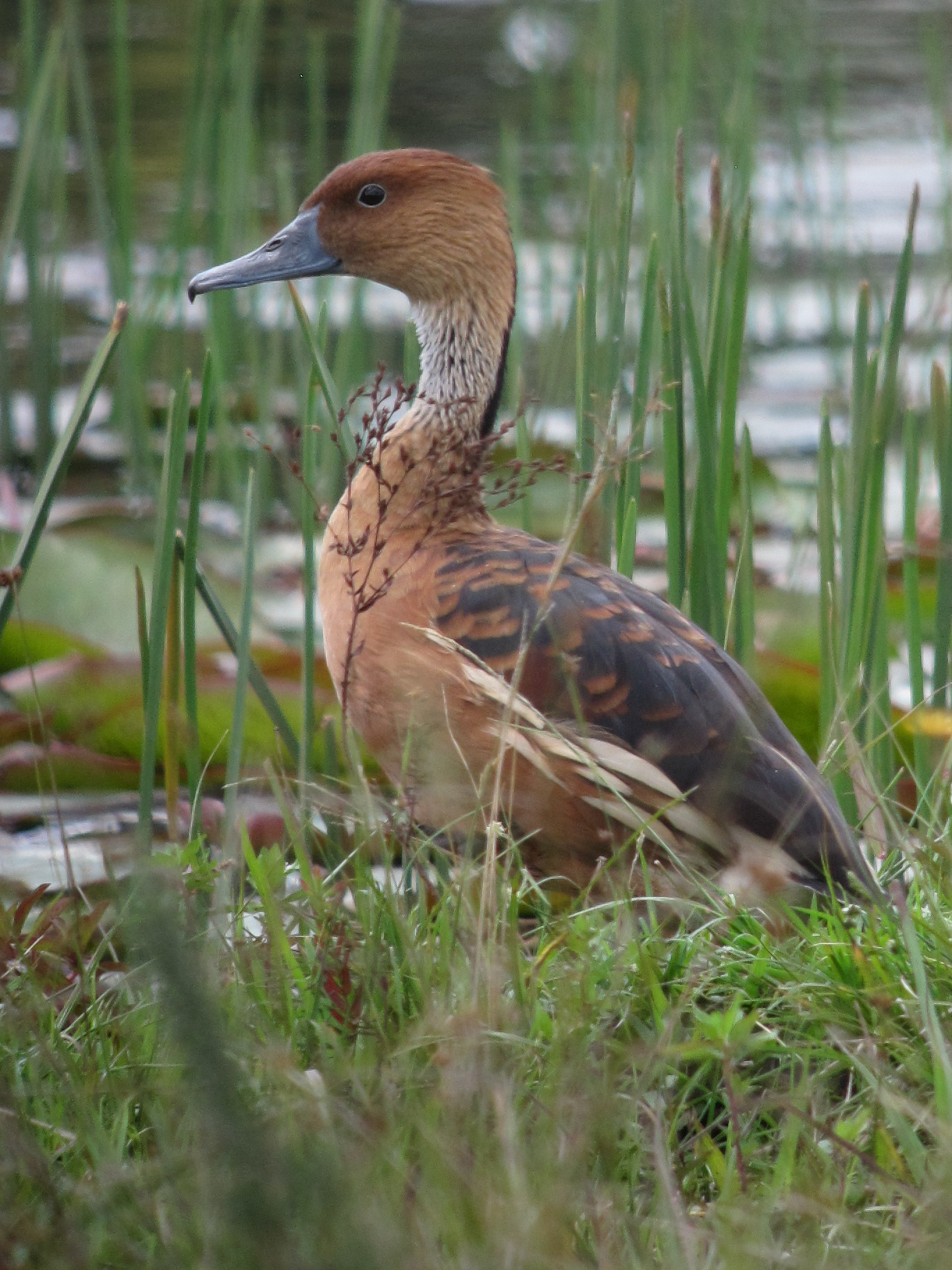
Pato bicolor
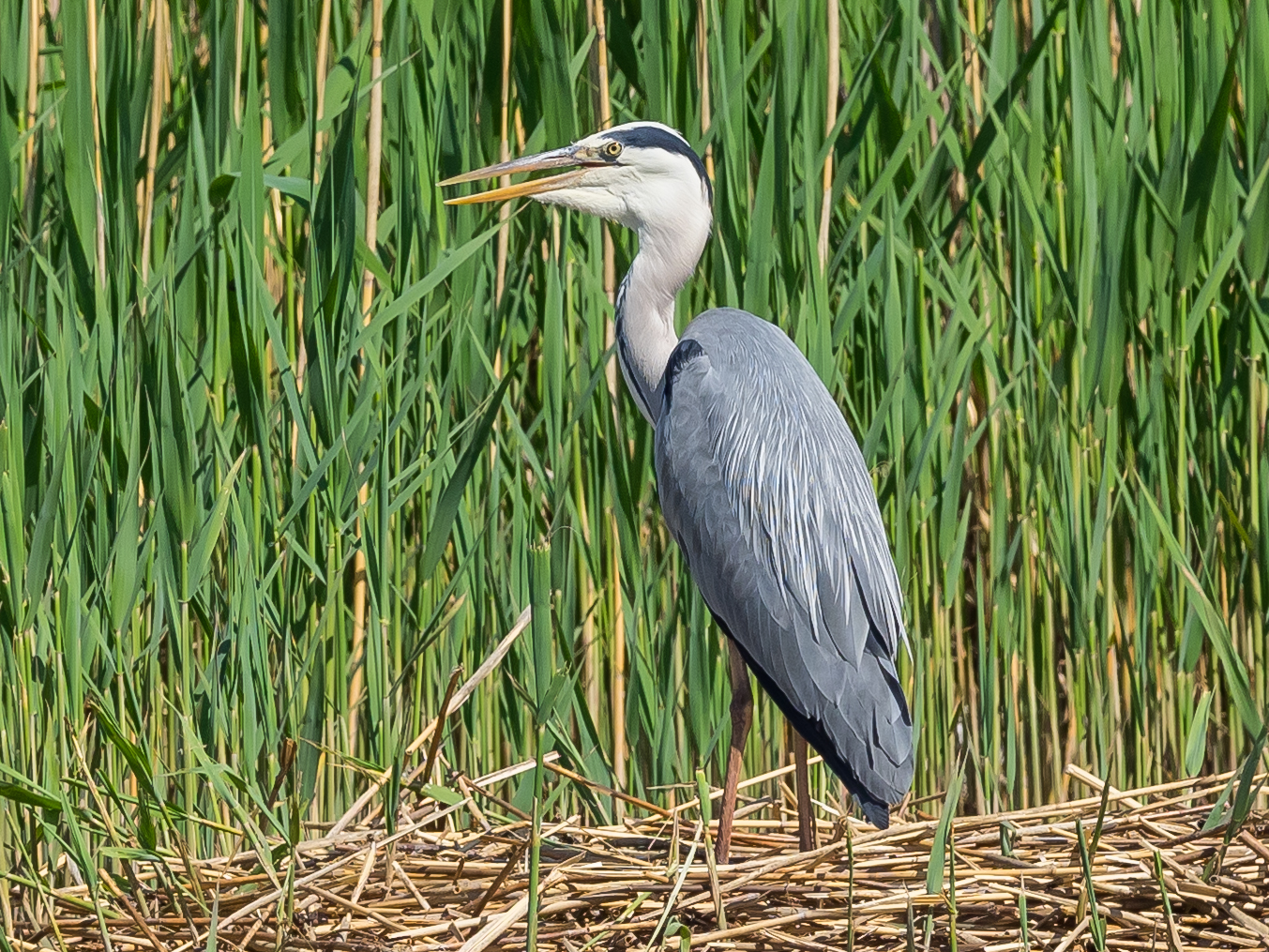
Garza

## Acondicionamiento del río

### Lucha contra las inundaciones

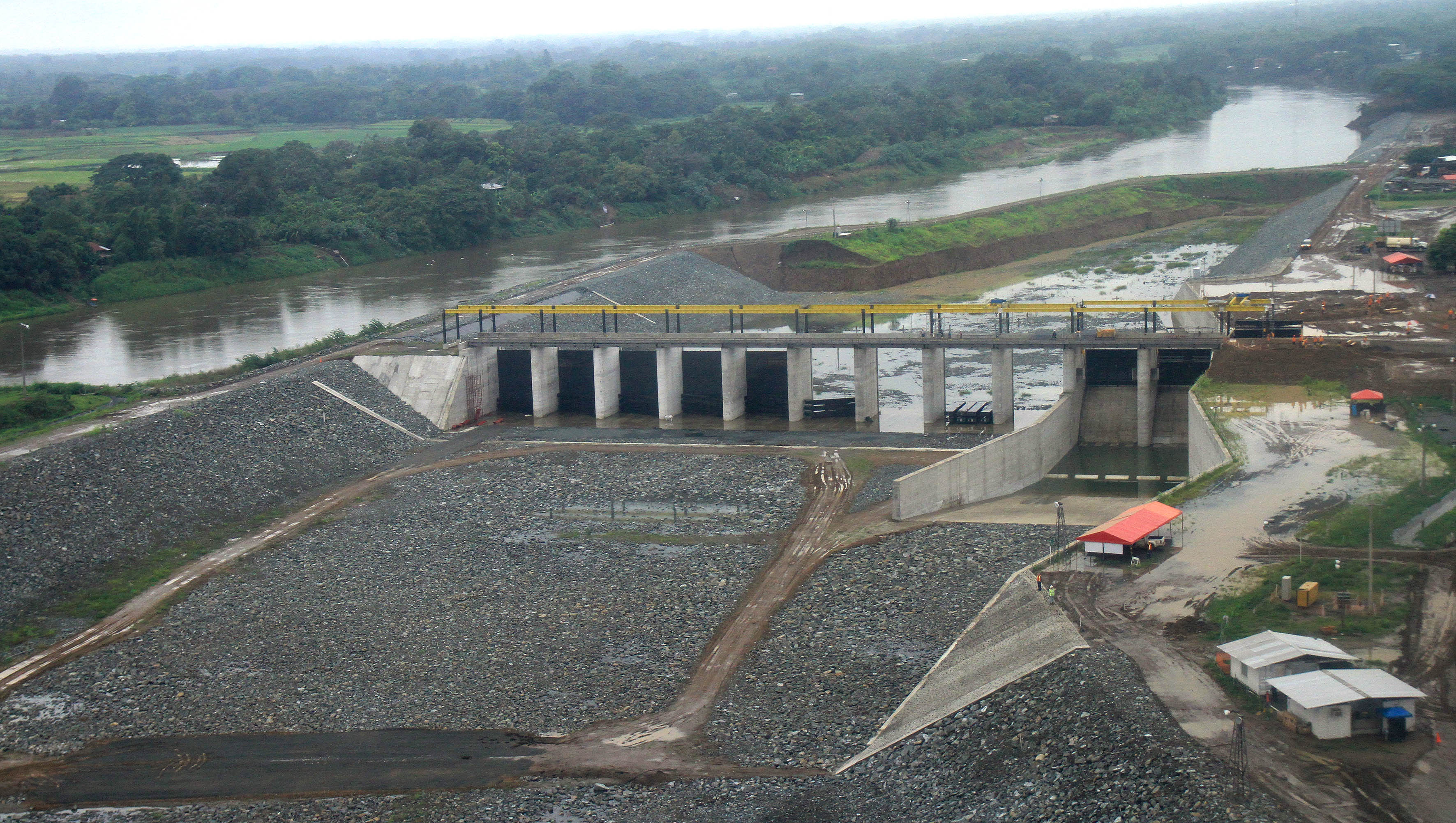
Trasvace Dauvin (Daule-Vinces)

La cuenca del río ha sido constantemente sujeta a varias inundaciones, muchas veces relacionadas con el Fenómeno del Niño. Esto que es al mismo tiempo beneficioso para mantener la fertilidad de los suelos alrededor de su cuenca, también pone varias amenazas a las ciudades que allí se encuentran, especialmente Daule, Vinces, Babahoyo o Quevedo. Para su mitigación se han realizado bastantes obras de infraestructura, dentro de la que destaca el trasvase Daule Vinces, que está conformado por 125 estructuras hidráulicas, y tiene una cobertura de 170.000 hectáreas. Esta infraestructura regula los 250 kilómetros de cauces de ríos, entre esteros naturales, con el fin de poder aprovechar el cauce del río durante todo el año.
 

Además es importante el sistema de control de inundaciones Bulubulu que tiene como objetivo garantizar el riego de 200 mil hectáreas y evita que se afecten las poblaciones en la cuenca del río durante la época invernal que en promedio destruían cerca de 46 mil hectáreas de cultivo.

Cuenca del Río Guayas en Los Jaugas
Cuenca del Río Guayas en Barreiro, Babahoyo
Desasolve del río en Barreiro
Navegabilidad del río en la cuenca

### Enfermedades tropicales
Los esfuerzos por mejorar la salubridad alrededor del río y su cuenca se encuentran principalmente en la lucha por la erradicación de la fiebre amarilla. Los primeros registros de esta enfermedad se encuentran en 1740 cuando Jorge Juan y Antonio de Ulloa consignan el hecho durante la Misión geodésica. Después se registró una gran epidemia en 1843 que dejó cerca de 2.454 muertos y más de 8.000 infectados. La enfermedada siguió afectando la zona durante el resto del siglo XIX, al igual que ocurría en otras ciudades de Sudamérica en esa época como la epidemia de 1871 de Buenos Aires. Esta enfermedad sería finalmente erradicada durante las campañas de Hideyo Noguchi en 1917. Un año más tarde se declararía a la ciudad de Guayaquil como libre de fiebre amarilla.

## El río Guayas en la cultura

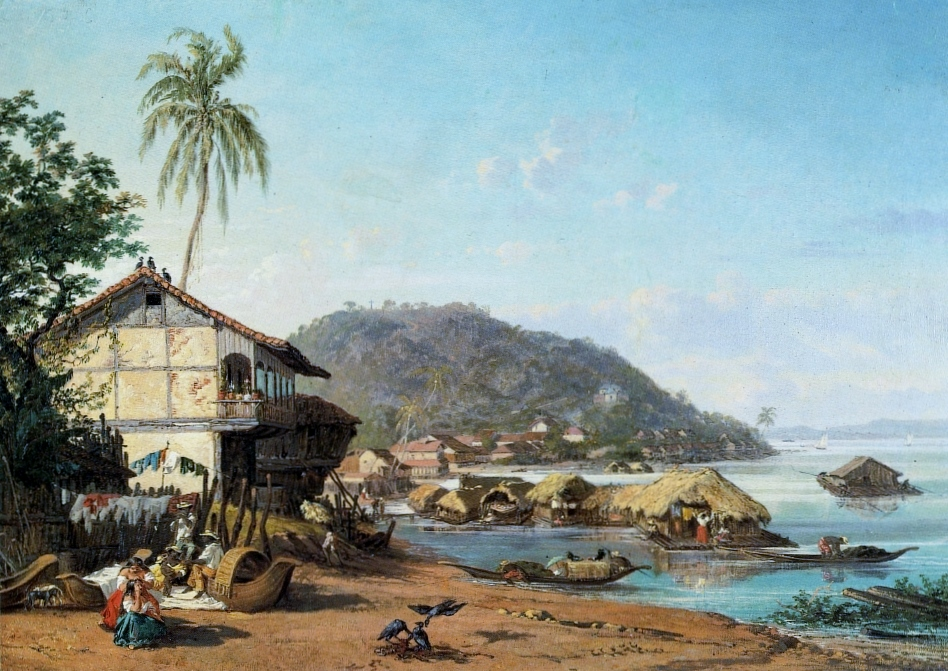
Puerto de Guayaquil por Ernest Charton

El río Guayas y su cuenca es donde se desarrolla gran parte de la cultura montuvia de Ecuador. Los ríos que desembocan en el Guayas crean llanuras en donde se desarrolló una cultura similar a la de los llaneros de Colombia y Venezuela. A lo largo de la historia del Ecuador el río Guayas ha estado presente en la cultura también. Además de la citada novela Don Goyo, el río por su importancia estuvo presente en la poesía de José Joaquín de Olmedo dentro del Canto a Bolívar. El primer ejemplo de literatura que toma en cuenta al río es la de Juan Bautista Aguirre cuando contrasta las regiones de la costa con la sierra. También destacan "Las cruces sobre el agua" de Joaquín Gallegos Lara como una novela importante dentro del realismo social que se desarrolló a inicios del siguiente siglo. En el mismo género "Nunca más el mar" de Miguel Donoso Pareja fue importante en la segunda mitad del siglo XX y en la poesía en cambio destacó "Promesa del Río Guayas" de Jorge Carrera Andrade. Una de las obras clásicas de la literatura de ese país es la novela "A la costa" de Luis A. Martínez quien sería principalmente pintor y retrataría al río Guayas y su cuenca en varios de sus paisajes. En la música se dedicaron varios pasillos a Guayaquil y su río dentro. El músico más importante de este género, Julio Jaramillo, nació en esa ciudad. Además, en el género policiaca destaca la novela "Teoría del manglar", del escritor ecuatoriano Luis Carlos Mussó. En el cine, el río es retratado en las películas Pescador y Sin muertos no hay carnaval del director Sebastián Cordero. En cuanto a la literatura internacional destaca el cuento "Guayaquil" de Jorge Luis Borges, aunque su trama sea acerca de las investigaciones de los historiadores sobre la entrevista de Guayaquil.